# جيمس بامفورد وايت
جيمس بامفورد وايت (بالإنجليزية: James Bamford White)‏ هو محامي وسياسي أمريكي، ولد في 6 يونيو 1842 في وينشستر في الولايات المتحدة، وتوفي في 25 مارس 1931 في إرفين في الولايات المتحدة. حزبياً، نشط في الحزب الديمقراطي. وقد انتخب عضو مجلس النواب الأمريكي.